# Division II i fotboll 1931/1932
Division II i fotboll 1931/1932, som var upplagan av Division II i fotboll säsongen 1931/1932, bestod av två serier, en innehållande elva lag (norra) och en innehållande nio lag (södra). Gruppvinnarna i varje serie gick upp till Allsvenskan. Att den södra serien endast innehöll nio lag berodde på att Redbergslids IK brutit mot amatörreglerna säsongen innan och följaktligen degraderats till den lägsta divisionen.
Efter denna säsong infördes två nya serier till Division II, östra och västra serien. Därför flyttades en stor mängd lag upp från division III denna säsong.

## Serier

### Norra
| Nr | Lag                | S  | V  | O | F  | GM | IM | MS  | P  |
| -- | ------------------ | -- | -- | - | -- | -- | -- | --- | -- |
| 1  | Sandvikens IF (N)  | 20 | 16 | 2 | 2  | 64 | 28 | +36 | 34 |
| 2  | IFK Norrköping     | 20 | 12 | 2 | 6  | 84 | 28 | +56 | 26 |
| 3  | IK Brage           | 20 | 11 | 2 | 7  | 43 | 25 | +18 | 24 |
| 4  | IFK Västerås       | 20 | 9  | 4 | 7  | 35 | 36 | −1  | 22 |
| 5  | Sandvikens AIK     | 20 | 8  | 4 | 8  | 32 | 43 | −11 | 20 |
| 6  | Surahammars IF     | 20 | 7  | 5 | 8  | 38 | 42 | −4  | 19 |
| 7  | Hammarby IF        | 20 | 7  | 4 | 9  | 33 | 44 | −11 | 18 |
| 8  | Gefle IF           | 20 | 6  | 5 | 9  | 52 | 50 | +2  | 17 |
| 9  | Westermalms IF     | 20 | 5  | 6 | 9  | 34 | 44 | −10 | 16 |
| 10 | IFK Kumla (U)      | 20 | 6  | 4 | 10 | 27 | 52 | −25 | 16 |
| 11 | Skärgårdens IF (U) | 20 | 3  | 2 | 15 | 34 | 84 | −50 | 8  |

Sandvikens IF flyttades upp till Allsvenskan och Skärgårdens IF flyttades ner till division III. Från Allsvenskan kom Hallstahammars SK och från division III kom IFK Grängesberg, Brynäs IF och Örebro IK.

### Södra
| Nr | Lag              | S  | V  | O | F  | GM | IM | MS  | P  |
| -- | ---------------- | -- | -- | - | -- | -- | -- | --- | -- |
| 1  | IS Halmia        | 16 | 10 | 4 | 2  | 37 | 17 | +20 | 24 |
| 2  | BK Derby         | 16 | 9  | 3 | 4  | 40 | 30 | +10 | 21 |
| 3  | Halmstads BK     | 16 | 8  | 3 | 5  | 37 | 28 | +9  | 19 |
| 4  | Höganäs BK (U)   | 16 | 7  | 3 | 6  | 46 | 36 | +10 | 17 |
| 5  | Stattena IF      | 16 | 7  | 2 | 7  | 27 | 29 | −2  | 16 |
| 6  | Fässbergs IF     | 16 | 5  | 4 | 7  | 27 | 30 | −3  | 14 |
| 7  | Mjölby AIF (U)   | 16 | 4  | 5 | 7  | 29 | 41 | −12 | 13 |
| 8  | BK Drott         | 16 | 3  | 5 | 8  | 39 | 41 | −2  | 11 |
| 9  | IFK Kristianstad | 16 | 3  | 3 | 10 | 18 | 48 | −30 | 9  |

IS Halmia flyttades upp till Allsvenskan och IFK Kristianstad flyttades ner till division III. De ersattes av IFK Malmö från Allsvenskan och från division III kom IFK Karlshamn, Malmö BI, Lunds BK, Kalmar AIK och Kalmar FF.